# 黑人民族主义
黑人民族主义（英語：Black nationalism）是一个民族主义运动，旨在为黑人作为一种独特的民族身份争取代表权，尤其是在种族化、殖民和后殖民社会中。其最早的倡导者将其视为在文化多元的社会中倡导民主代表的方式，或为黑人建立自我管理的独立民族国家。现代黑人民族主义通常旨在实现黑人社区在白人主导社会中的社会、政治和经济赋权，作为对同化的替代方案，或者确保在以欧中心或白人文化为主的社会中获得更大的代表性和公平。
作为一种意识形态，黑人民族主义包含多种多样的信念，这些信念包括经济、政治和文化民族主义的形式，或泛民族主义。它通常与类似的概念和运动有重叠，但又有所区别，例如泛非主义、埃塞俄比亚主义、回到非洲去运动、非洲中心主义、黑人锡安主义和加维主义。黑人民族主义的批评者认为它促进种族主义和民族主义、黑人分离主义和黑人优越主义，并将其与白人民族主义和白人优越主义进行比较。然而，南方贫困法律中心表示，黑人民族主义团体在美国的环境与白人民族主义者“根本不同”。